# إرنست روبرتس
إرنست روبرتس (بالإنجليزية: Ernest Roberts)‏ هو سياسي بريطاني (وحمل سابقاً جنسية المملكة المتحدة لبريطانيا العظمى وأيرلندا)، ولد في 20 أبريل 1890، وتوفي في 14 فبراير 1969. حزبياً، نشط في حزب المحافظين. في الانتخابات العامة في المملكة المتحدة 1924 ‏، انتخب عضو برلمان المملكة المتحدة الـ34 عن دائرة Flintshire (UK Parliament constituency) ‏ (29 أكتوبر 1924 – 10 مايو 1929).